# محمد بن یحیی (بازیکن فوتبال)
محمد بن یحیی (انگلیسی: Mohamed Benyahia؛ زادهٔ ۳۰ ژوئن ۱۹۹۲) بازیکن فوتبال اهل الجزایر است.
از باشگاه‌هایی که در آن بازی کرده‌است می‌توان به باشگاه فوتبال نیم المپیک و باشگاه فوتبال مولودیه وهران اشاره کرد.